# Bahawalnagar
Bahawalnagar ist die Hauptstadt des Bahawalnagar Distrikts in der südöstlichen Region in der Provinz Punjab in Pakistan. Der alte Name von Bahawalnagar war Rojhanwali / Ubbha. Bahawalnagar wurde 1904 nach Bahawal Khan V benannt, dem Herrscher vom Fürstenstaat Bahawalpur. Bahawalnagar liegt 308 km südlich von Lahore und 193 km südlich von Bahawalpur.

## Geschichte
Bahawalnagar – früher bekannt als Rojhanwali – war eine Siedlung, die nur aus Hütten bestand. Das Dorf Rojhanwala liegt heute zwei Kilometer von der Bahnstation entfernt. Im Jahr 1895 wurde die Bahnhofstation Rojhanwala eröffnet. Die erste Polizeistation wurde in den Jahren 1900–1901 eröffnet. Die erste Schule wurde in den Jahren 1902–1903 eröffnet. Der Status von Bahawalnagar wurde 1914 in ein Tehsil geändert. Ein Panchayat wurde 1906 eingeführt.
Der Stadtrat von Bahawalnagar wurde 1922 gegründet. Die ersten Vorsteher wurden als Mir Majlis und Naib Mir Majlis einberufen.

## Bildung
Die Analphabetenquote in Bahawalnagar beträgt weniger als 25 Prozent, während die Arbeitslosenquote bei mehr als 25 Prozent liegt. Staatliche Schulen und Universitäten versuchen die Analphabetenquote durch Maßnahmen zu erhöhen.

## Demografie
Die Bevölkerung in Bahawalnagar betrug laut einer Volkszählung 1998 111.300.

## Klima
Bahawalnagars Klima ist nach der Effektive Klimaklassifikation wüstenähnlich. In Bahawalnagar fallen das ganze Jahr über so gut wie keine Niederschläge. Die Klassifikation des Klimas nach Köppen und Geiger ist BWh. Im Jahresdurchschnitt beträgt die Temperatur in Bahawalnagar 25,1 °C. 204 mm Niederschlag fallen im Durchschnitt innerhalb eines Jahres. Im Oktober ist mit dem geringsten Niederschlag im Jahr zu rechnen. Es fallen im Oktober durchschnittlich 1 mm. 75 mm fallen dabei durchschnittlich im Juli. Der Monat ist damit der niederschlagsreichste Monat des Jahres. Am wärmsten ist es im Monat Juni. Es werden dann durchschnittliche Temperaturen von 34,9 °C erreicht. Mit 12,7 °C ist die Durchschnittstemperatur im Januar die niedrigste des ganzen Jahres. Im Oktober fällt im Schnitt am wenigsten Niederschlag. Im Vergleich zum niederschlagsreichsten Monat Juli liegt die Differenz bei 74 mm. Der wärmste Monat Juni ist im Durchschnitt um 22,2 °C wärmer als der kälteste Monat Januar. Im Oktober fällt im Schnitt am wenigsten Niederschlag. Im Vergleich zum niederschlagsreichsten Monat Juli liegt die Differenz bei 74 mm. Der wärmste Monat Juni ist im Durchschnitt um 22,2 °C wärmer als der kälteste Monat Januar.